# Grete Freund
Grete Freund, también conocida como Gretl Basch, (Viena, 3 de julio de 1885 - Viena, 28 de mayo de 1982) fue una actriz y cantante de opereta austriaca.

## Biografía
Nacida en Viena, Austria, su verdadero nombre era Gabriele Freund. Grete Freund estudió canto y se formó musicalmente en el Conservatorio de su ciudad natal. Debutó en 1906 en el Volksoper, y rápidamente se hizo notar gracias a su papel de Lili en la opereta de Leo Fall Der fidele Bauer (1907). 
En 1911 se casó con el actor teatral Felix Basch. El matrimonio viajó de gira por Rusia, estableciéndose al siguiente año en Berlín. Basch emprendió la carrera cinematográfica, llegando a ser en los años 1920 uno de los más importantes directores del cine mudo alemán, y Freund hizo papeles protagonistas en producciones dirigidas por su marido. Sin embargo, el teatro fue su principal actividad. Así, finalizada la Primera Guerra Mundial, trabajó en el Neues Schauspielhaus de Berlín.
El matrimonio tuvo un hijo, Peter Basch, que llegó a tener una exitosa trayectoria como fotógrafo. Cuando Peter tenía nueve años, los Basch decidieron dejar Alemania y partir a los Estados Unidos: los nazis habían alcanzado el poder, y la familia Basch era de origen judío. Juntos en Nueva York en 1933, al igual que otros inmigrantes, tuvieron dificultades para encontrar un puesto de trabajo en el país. Por ello Basch buscó ocupación como guionista, y Freund organizó recaudación de fondos a favor de la infancia vienesa y abrió un restaurante de cocina vienesa en Nueva York, el Greta’s Viennese.
En octubre de 1939 los Basch se establecieron definitivamente en los Estados Unidos, y en 1941 se aposentaron en Los Ángeles, donde Freund abrió otro restaurante, aunque en esta ocasión con poco éxito. Felix Basch falleció en 1944 a causa de una hepatitis B tras una transfusión. 
Freund, ya viuda, dio todavía algunos conciertos, y tras la Segunda Guerra Mundial volvió a Austria. Falleció en Viena el 28 de mayo de 1982, poco antes de cumplir los noventa y siete años de edad.

## Filmografía
- Mascotte, de Felix Basch (1920)
- Menschen von Heute, de Felix Basch (1920)
- Hannerl und ihre Liebhaber, de Felix Basch (1921)
- Der Fluch des Schweigens, de Felix Basch (1922)
- Sodoms Ende, de Felix Basch (1922)
- Der Strom, de Felix Basch (1922)
- Die vom Rummelplatz, de Carl Lamac (1930)